# Sentinel Species

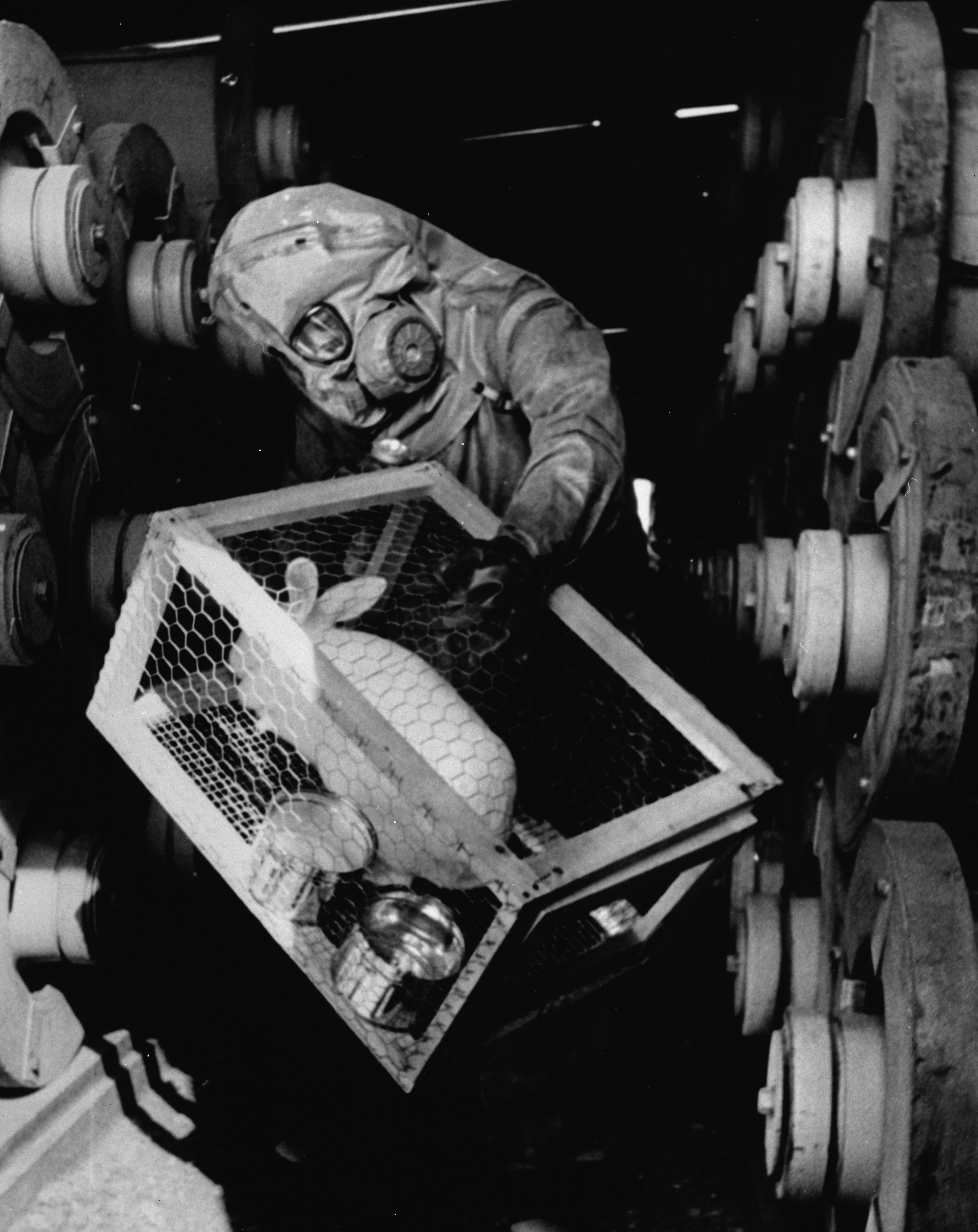
In einer Sarin-Herstellerfirma zur Feststellung von Lecks eingesetztes Kaninchen

Als Sentinel Species bezeichnet man Lebewesen (oft Tiere), die auf Gefahren für den Menschen hinweisen. Meist werden sie gezielt eingesetzt. Dabei können zwei Eigenschaften der betreffenden Lebewesen ausgenutzt werden.
- Tiere verfügen oft über eine wesentlich bessere Sinneswahrnehmung als Menschen. Bei entsprechender Konditionierung kann dies ausgenutzt werden.
- Es wird gemessen, wie Lebewesen physiologisch auf eine potenziell gefährliche Situation reagieren. Sie werden also stellvertretend für den Menschen der potenziellen Gefahr ausgesetzt.

Tiere, die einem Risiko ausgesetzt werden, werden auch als Markertiere bezeichnet. 

## Belege
1. ↑   Rebecca Nicole Sumner, Imogen Thea Harris, Morne Van der Mescht et al.: The dog as a sentinel species for environmental effects on human fertility. In: Reproduction. Band 159, Nr. 6, 2020, S. R265–R276, doi:10.1530/REP-20-0042. Enthält in Tabelle 1 eine Artenliste.